# 速霸陸Alcyone
速霸陸Alcyone（日语：スバル・アルシオーネ）為日本富士重工業於1985年至1991年之間製造發售的雙門轎跑車，外銷澳洲和紐西蘭的車名為速霸陸Vortex，外銷北美洲的車名則為速霸陸XT（搭載EA82型水平對臥四缸引擎）和速霸陸XT6（搭載ER27型水平對臥六缸引擎）。
車名「Alcyone」來自昴宿星團中金牛座最明亮的恆星昴宿六，後繼車型則為速霸陸Alcyone SVX。

## 歷史與概要
早先于1985年1月在美國底特律車展公開亮相，《紐約時報》讚譽為「爵士風格的設計」。
以航空业起家的富士重工業努力打造其外型設計，強調空氣動力學，風阻係數达0.29。軸距雖然達到2,465mm，但C柱傾斜的角度過大，使得第二排座位的乘坐空間受到侷限，于1985年2月以速霸陸XT的車名在美國上市，日本市場则在1985年6月7日發售。
内饰上，Alcyone具有左右非對稱式方向盤、以駕駛者為主的中控台、集中在儀表板兩側的功能鍵、桶型賽車座椅、類戰鬥機的排檔桿等設計，在當時极为大膽前衛。
動力而言，美規具有1.8升水平對臥四缸（自然吸气，单顶置凸轮轴，代号EA82）引擎、1.8升水平對臥四缸（代号EA82T）渦輪增壓引擎兩種選擇，日規則僅配置EA82T型引擎。搭载5速手動变速箱或3/4速自動变速箱，分前輪驅動或四輪驅動两种款式。
1985年9月22日，随着美、日、英、法、西德等五國簽訂《廣場協議》，日圓大幅升值，Alcyone的外銷競爭力大失。富士重工業为此临时基于EA82型水平對臥四缸引擎擴缸成2.7升水平對臥六缸的ER27型引擎，推出「速霸陸ACX-Ⅱ」概念車，于同年11月的第26屆東京車展展出。
1987年7月4日的小改款后，「速霸陸ACX-Ⅱ」概念車正式量產，搭載具有EGI燃料噴射裝置的2.7升水平對臥四缸（单顶置凸轮轴，代号ER27）引擎、可調整車身高度的EP-S電子氣壓式懸吊系統（（英文）Electro-Pneumatic Suspension之縮寫，（日語）エレクトロ・ニューマチック・サスペンション）、「CYBRID」動力方向盤、ABS防鎖死煞車系統、E-4AT電子式四速自動变速箱（為All Range Electro 4-speed Automatic Transmission之縮寫）等先進配備。
ACT-4電子式前後扭力分配系統（Electro Active Torque-Split之縮寫），是一種以電子控制前後扭力分配的全時四輪驅動系統（亦即電子控制式MP-T），可藉由中央耦合差速器的控制，平常駕駛時90％的動力會輸出給前輪以節省油耗，遇到打滑時則以前、後輪各50％的比例傳輸動力。
1989年2月變更車色。隨著銷售量逐漸下滑，開始採接單生產方式，1991年1月停產，共計在全球銷售了98,918輛。

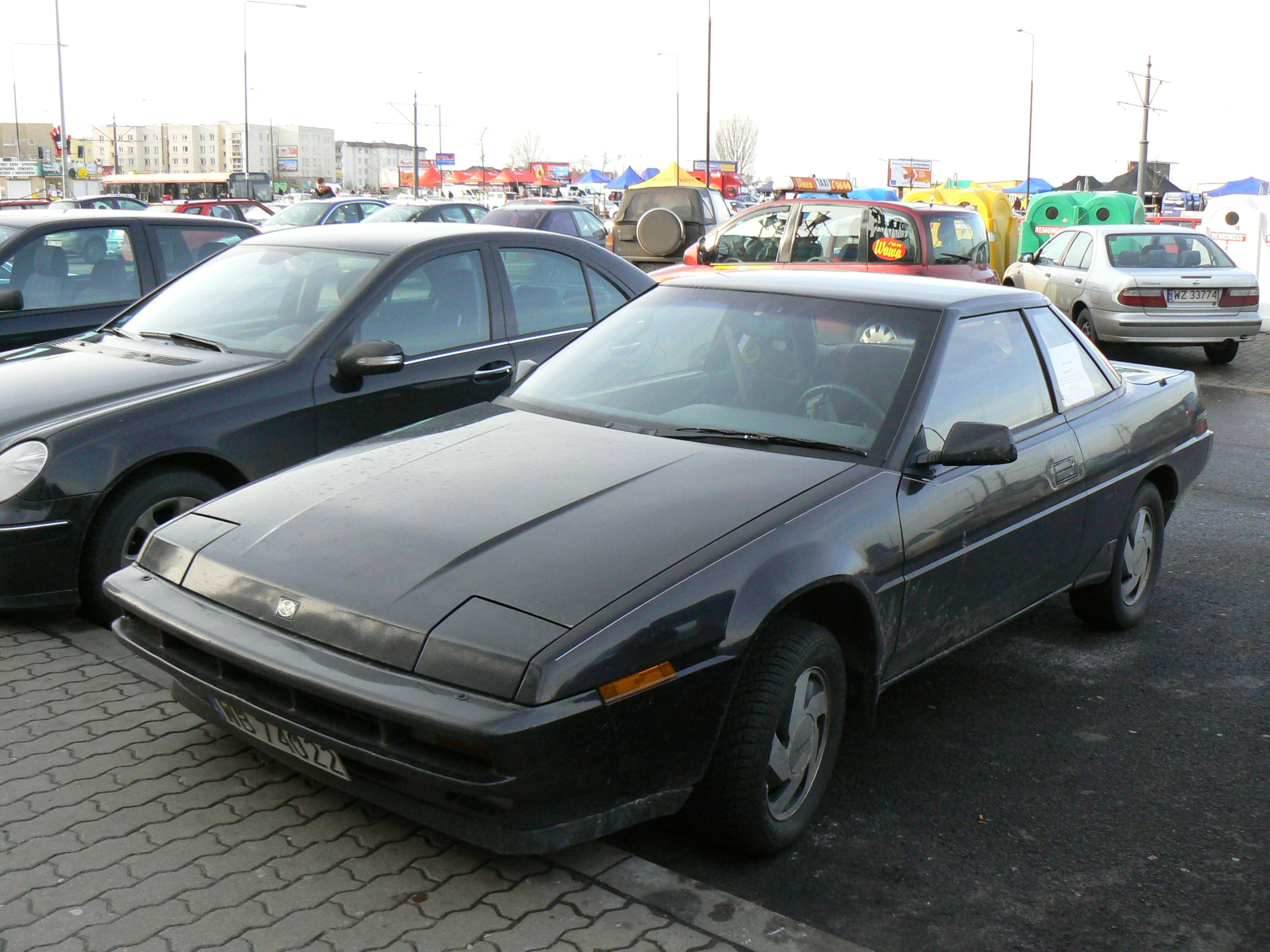
XT6車頭
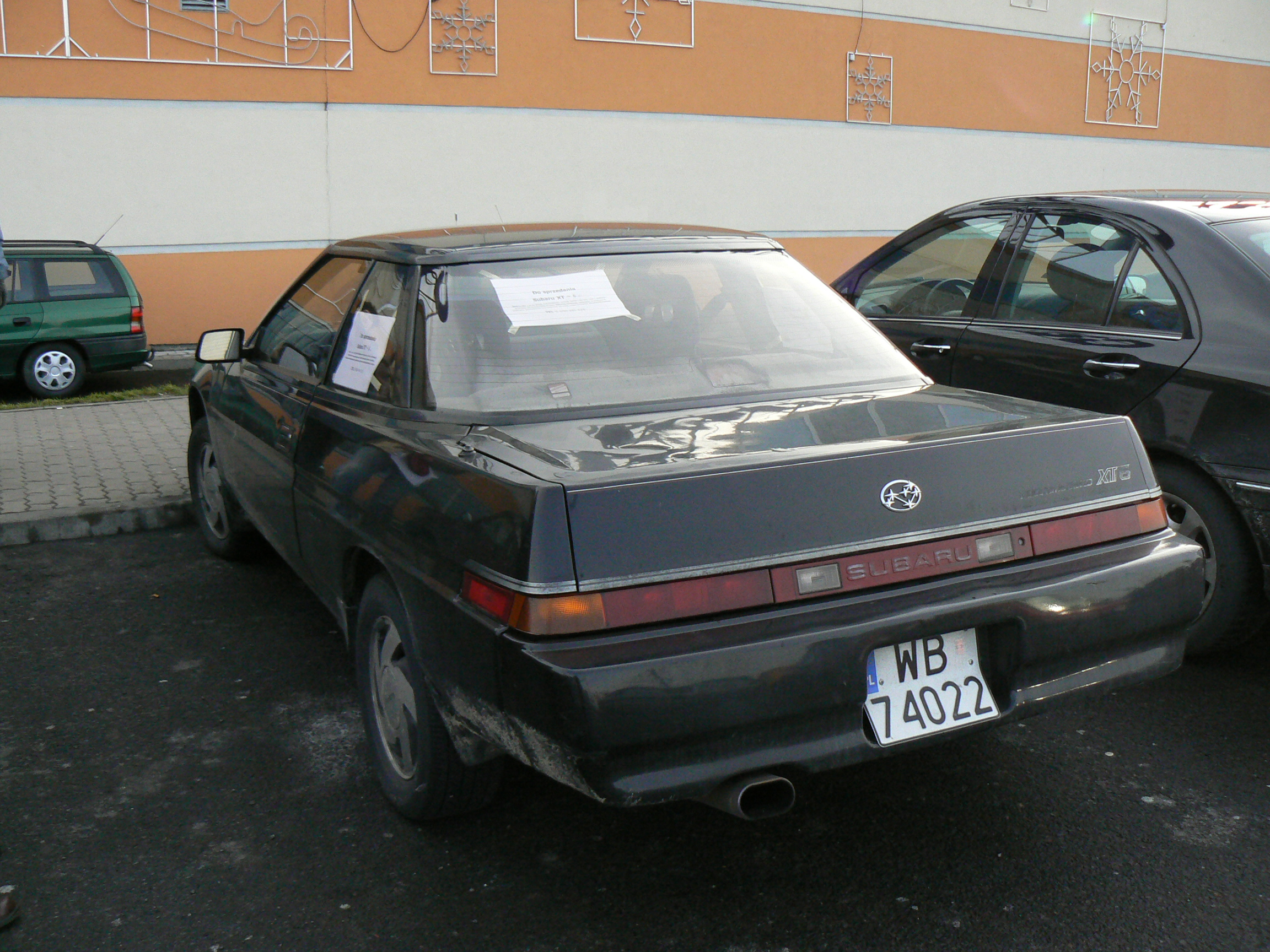
XT6車尾
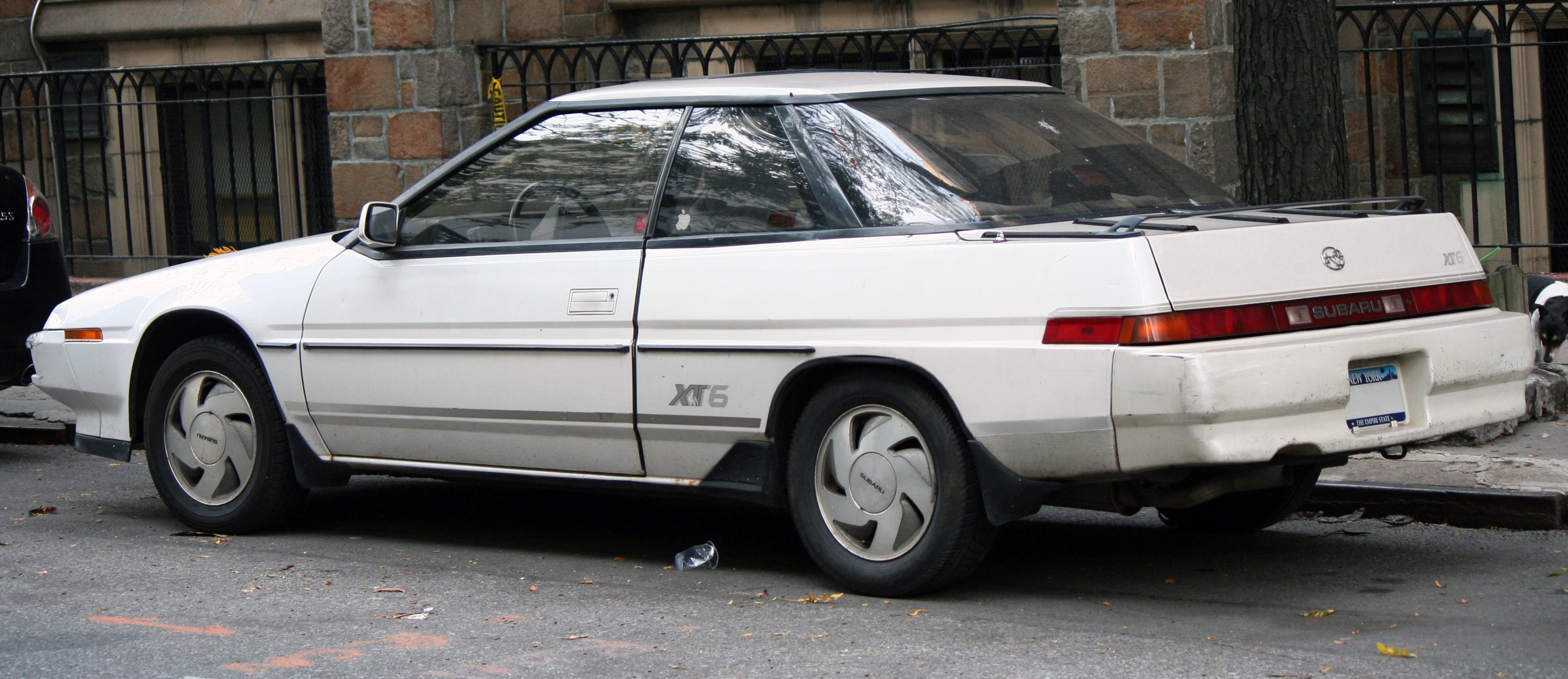
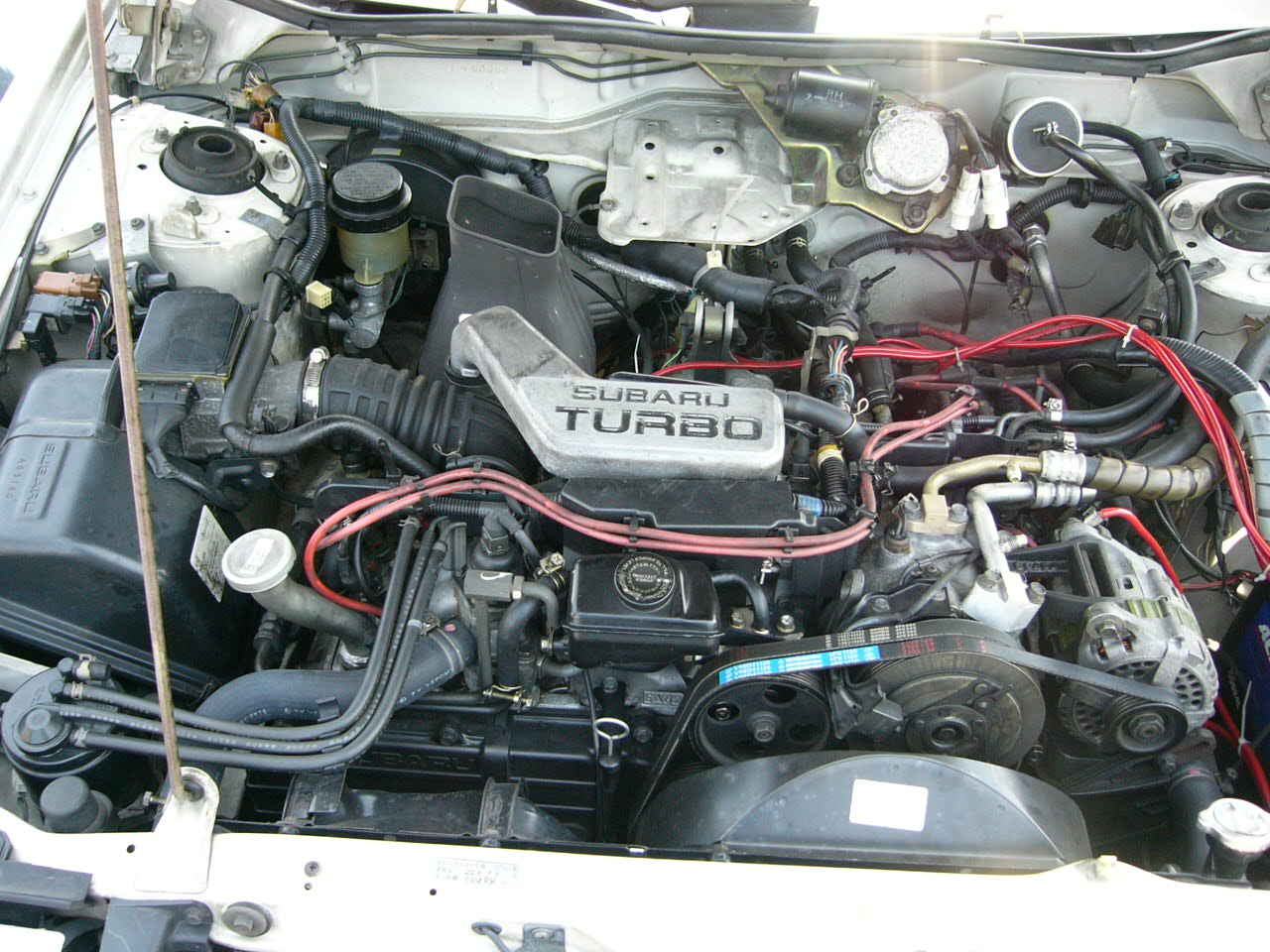
EA82型水平對臥四缸引擎

## 外部連結
- （日語）日本官方網站 （页面存档备份，存于）